# Blaze (film, 1989)
Pour les articles homonymes, voir Blaze.
Pour plus de détails, voir Fiche technique et Distribution.
Blaze est un film américain réalisé par Ron Shelton, sorti en 1989.

## Synopsis
L'histoire d'une romance contestée entre un homme politique et une strip-teaseuse dans les années cinquante. 

## Analyse
Le film est inspiré de la vie du gouverneur de Louisiane Earl Kemp Long d'après le livre Blaze Starr: My Life as Told to Huey Perry, une biographie de Blaze Starr, ancienne stripteaseuse et compagne de Earl Long, interprétée dans ce film par Lolita Davidovich.

## Fiche technique
- Titre : Blaze
- Réalisation : Ron Shelton
- Scénario : Ron Shelton d'après le livre de Blaze Starr et Huey Perry : Blaze Starr: My Life as Told to Huey Perry
- Production : Gil Friesen, David V. Lester, Don Miller et Dale Pollock
- Musique : Bennie Wallace
- Photographie : Haskell Wexler
- Montage : Robert Leighton
- Pays d'origine : États-Unis
- Format : Couleurs - Dolby
- Genre : Biographie
- Durée : 120 minutes
- Date de sortie : 1989

## Distribution
- Paul Newman  (V. F. : Marc Cassot ; V. Q. : Yves Massicotte) : Gov. Earl K. Long
- Lolita Davidovich  (V. F. : Béatrice Delfe ; V. Q. : Marie-Andrée Corneille) : Blaze Starr
- Jerry Hardin  (V. Q. : Luc Durand) : Thibodeaux
- Gailard Sartain  (V. Q. : Jean Brousseau) : LaGrange
- Jeffrey DeMunn  (V. Q. : Claude Préfontaine) : Eldon Tuck
- Garland Bunting  (V. Q. : Serge Turgeon) : Doc Ferriday
- Richard Jenkins  (V. Q. : Mario Desmarais) : Picayune
- Brandon Smith  (V. Q. : Jean-Marie Moncelet) : Arvin Deeter
- Jay Chevalier : Wiley Braden
- Robert Wuhl  (V. Q. : Hubert Gagnon) : Red Snyder
- James Harper  (V. Q. : Benoît Marleau) : Willie Rainach
- Blaze Starr : Lily